# The Unissued Capitol Album
The Unissued Capitol Album är ett studioalbum av Jim Ford, utgivet av Bear Family Records 2009. Skivan spelades in under 1970 och var ursprungligen tänk att ges ut under det tidiga 1970-talet. Konflikter mellan Ford och skivbolaget gjorde emellertid att dessa planer avstyrdes. I det medföljande konvolutet till skivan skriver skivbolaget följande: 
| ”                     | Sadly, for reasons that are best not mentioned in polite company, Jim Ford fell out with the record company executives who in turn shelved the singer/songwriter's planned album and refused to have anything further to do with him. | „ |
| – Bear Family Records | |   |

Skivan innehåller två tidigare outgivna spår: "You Just-A" och en tidig version av "Rising Sign" Resterande låtar finns sedan tidigare utgivna på samlingsalbumen The Sounds of Our Time (2007) och Point of No Return (2008).
Flera av låtarna har spelats in av andra artister. Nick Lowe tolkade "Thirty Six Inches High" på sin debutskiva Jesus of Cool (1978) och Bobby Womack hade en hit med "Harry Hippie" (utgiven på skivan Understanding 1972) Womack spelade även in "Point of No Return" till sin skiva Lookin' for a Love Again (1974).

## Låtlista
Där inte annat anges är låtarna skrivna av Jim Ford.
1. "The Sounds of Our Time" - 3:48 (Campbell, Ford)
2. "Big Mouth USA" - 3:13
3. "Chaing Gang" - 4:18 (Cooke)
4. "Thirty Six Inches High" - 1:54
5. "I Wonder What They'll Do with Today" - 3:45 (Ford, Vegas)
6. "Point of No Return" - 3:03 (Campbell, Ford)
7. "Harry Hippy" - 3:23
8. "Go Through Sunday" - 3:08
9. "You Just-A" (komplett version) - 6:12 (Campbell, Ford)
10. "Rising Sign" - 3:17

## Mottagande
Allmusic.com gav betyget 4/5. Recensenten poängterade att trots att skivan inte tillförde särskilt mycket tidigare outgivet material så var det ändå tillfredsställande att höra skivan som den var tänkt i sin helhet: "they all hang together with a nicely subdued mood, sometimes veering on the introspective but mostly luxuriously lazy, hanging in the air with their slow, soulful sounds."